# Ахманов, Алексей Осипович
Алексей Осипович Ахманов (25 февраля (9 марта) 1897 года, село Алат, ныне Высокогорский район, Татарстан — 17 ноября 1949 года, Минск) — советский военный деятель, генерал-лейтенант танковых войск (13 сентября 1944 года). Герой Советского Союза (28 апреля 1945 года).

## Начальная биография
Алексей Осипович Ахманов родился 25 февраля (9 марта) 1897 года в селе Алат ныне Высокогорского района Татарстана.
После окончания школы работал в мастерской валяных сапог в Казани.

## Военная служба

### Первая мировая и гражданская войны
В ряды Русской императорской армии Ахманов был призван в августе 1915 года и направлен рядовым 4-го Симбирского стрелкового полка. В 1916 году при этом же полку закончил учебную кассу. Вскоре участвовал в боевых действиях на Западном фронте в чине младшего унтер-офицера, однако уже в июле того же года попал в плен.
В декабре 1918 года вернулся в Россию, после чего работал истопником в одной из хлебопекарен Казани.
В июле 1919 года был призван в ряды РККА и направлен на учёбу закончил 1-е Казанские пехотные курсы, после окончания которых в марте 1920 года был назначен на должность командира взвода 4-го запасного полка, в апреле — на должность командира роты, в июне — на должность командира батальоном 113-го стрелкового полка, в октябре — на должность командира роты, а затем — на должность помощника начальника пешей разведки 131-го стрелкового полка (15-я Сивашская стрелковая дивизия). Принимал участие в боевых действиях на Северном и Южном фронтах.

### Межвоенное время
В июле 1921 года Ахманов был направлен на учёбу в Одесскую военную пехотную школу, после окончания которой в 1922 году был назначен на должность командира роты в составе 131-го стрелкового полка (15-я Сивашская стрелковая дивизия, Киевский военный округ).
В 1922 году окончил курсы физического развития Киевского военного округа и в ноябре того же года был назначен на должность инструктора стрелкового дела 4-й Киевской артиллерийской школы, однако в сентябре 1923 года демобилизован.
В декабре 1923 года был вновь призван в ряды РККА и был назначен на должность командира роты 153-го территориального стрелкового полка, дислоцированного в городе Балта (Одесская область). С января 1924 года служил на должностях командира и политрука роты, командира батальона, помощника начальника штаба в 285-м стрелковом полку (95-я стрелковая дивизия, Украинский военный округ).
В сентябре 1925 года был направлен на учёбу на Стрелково-тактические курсы «Выстрел», которые закончил в октябре 1926 года.
В ноябре 1929 года был назначен на должность командира роты, в феврале 1930 года — на должность начальника учебной части сборов политсостава Киевских курсов переподготовки командиров пехоты, в октябре того же года — на должность командира батальона 135-го стрелкового полка (45-я стрелковая дивизия), в ноябре 1931 года — на должность помощника начальника части по переподготовке начсостава запаса при 80-й стрелковой дивизии (Украинский военный округ), в сентябре 1932 года — на должность начальника отделения штаба 2-го учебного полка, а затем — на должность командира и комиссара 2-го отдельного танкового батальона.
В январе 1935 года Ахманов был направлен на учёбу на академические курсы технического усовершенствования комсостава при Военной академии механизации и моторизации РККА, которые закончил в июне того же года.
В апреле 1936 года был назначен на должность командира 100-го отдельного танкового батальона, дислоцированного в городе Бердичев.
С января 1937 года был слушателем особой группы при Военной академии химической защиты имени К. Е. Ворошилова, после окончания которой в феврале 1938 года был назначен на должность командира 1-го моторизованного полка (1-я моторизованная химическая дивизия, Московский военный округ), в апреле — на должность командира 1-й моторизованной химической дивизии, в июле 1938 года — на должность командира 30-й химической танковой бригады, в июле 1940 года — на должность заместителя командира 18-й танковой дивизии, а в апреле 1941 года — на должность командира 27-й танковой дивизии (17-й механизированный корпус, Западный Особый военный округ).

### Великая Отечественная война
С началом войны дивизия под командованием Ахманова в составе Западного фронта принимала участие в оборонительных боевых действиях в районе городов Барановичи и Могилёв, в результате чего была разгромлена, а Ахманов вышел из окружения с большой группой бойцов 28 июля 1941 года на территории Смоленской области, после чего с августа руководил формированием 105-й и 102-й танковых бригад в тылу.
В сентябре был назначен на должность начальника автобронетанковых войск 24-й армии Резервного фронта, в составе которой в октябре второй раз попал в окружение под Вязьмой, из которого также вышел.
В ноябре был назначен на должность начальника автобронетанковых войск Калининского фронта, а в феврале 1942 года — на должность заместителя командующего войсками Калининского фронта по боевому применению танков. Принимал участие в ходе битвы под Москвой.
В июле Ахманов был назначен на должность командира 81-й танковой бригады (Калининский фронт), а в октябре — на должность заместителя командующего 1-й гвардейской армией по танковым войскам, после чего принимал участие в ходе в Сталинградской битвы. В ноябре был назначен на должность заместителя начальника автобронетанкового управления Юго-Западного фронта, в октябре 1943 года преобразованного в 3-й Украинский фронт. Принимал участие в ходе освобождения Ростовской и Воронежской областей, а также Донбасса и Левобережной Украины.
С апреля 1944 года Ахманов командовал 23-м танковым корпусом, который принимал участие в ходе Ясско-Кишинёвской операции, а также в освобождении Румынии, Венгрии и Австрии. В январе-феврале 1945 года корпус не допустил деблокирования окружённой группировки противника в западной части Будапешта и во время ожесточённых боевых действий заставил отступить танковые дивизии СС «Мёртвая голова» и «Викинг», нанеся им существенные потери.
Указом Президиума Верховного Совета СССР от 28 апреля 1945 года за умелое руководство соединениями и проявленные при этом личное мужество и героизм генерал-лейтенанту танковых войск Алексею Осиповичу Ахманову присвоено звание Героя Советского Союза с вручением ордена Ленина и медали «Золотая Звезда» (№ 4786).

### Послевоенная карьера

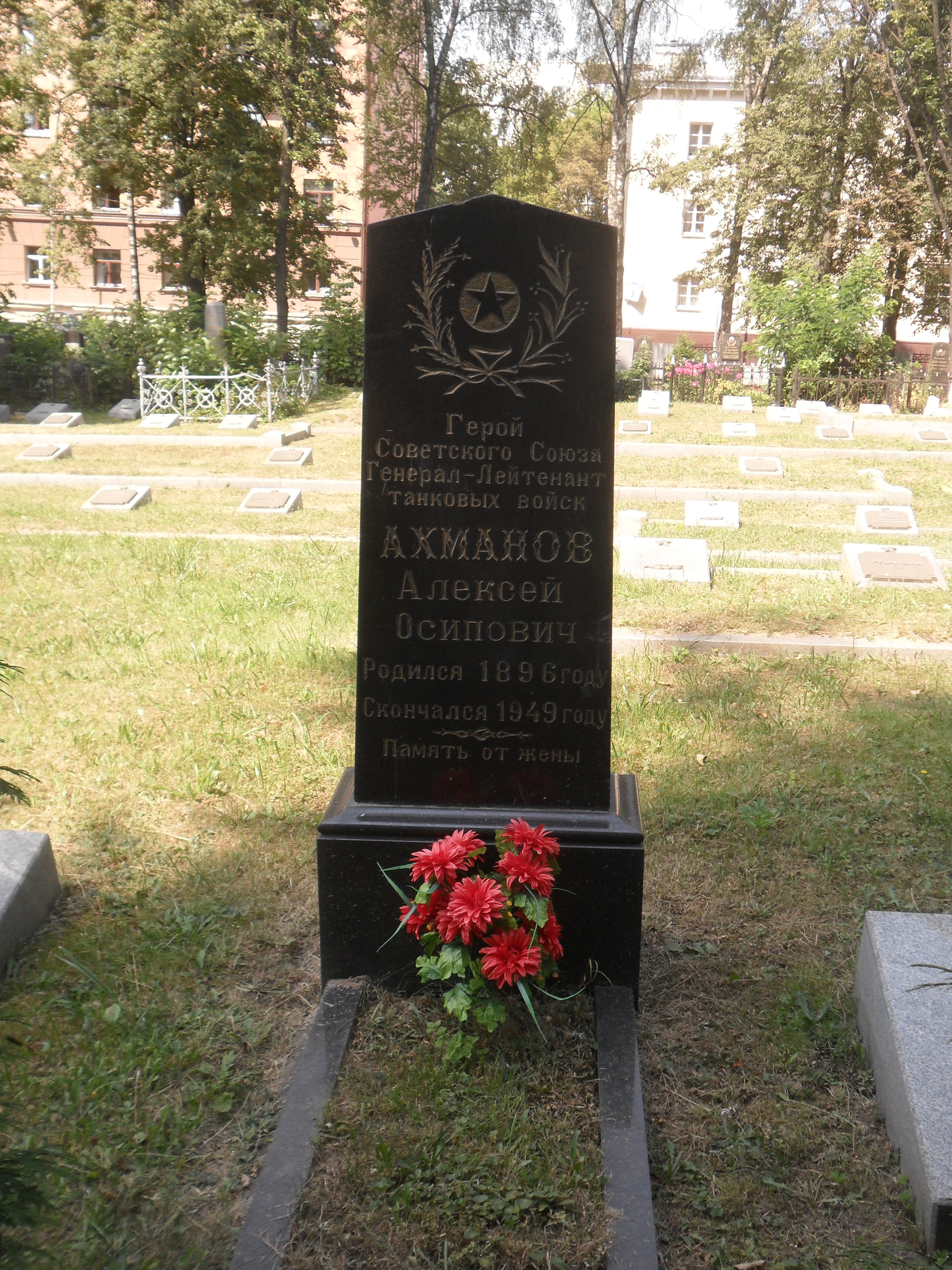
Могила Ахманова на Военном кладбище Минска.

После окончания войны Ахманов продолжил командовать 23-м танковым корпусом, который вскоре был преобразован в 23-ю танковую дивизию.
В октябре 1947 года был направлен на учёбу на Высшие академические курсы при Высшей военной академии имени К. Е. Ворошилова, после окончания которых в апреле 1948 года был назначен на должность командующего бронетанковыми и механизированными войсками Белорусского военного округа.
17 ноября 1949 года генерал-лейтенант танковых войск Алексей Осипович Ахманов покончил жизнь самоубийством. Похоронен на Военном кладбище в Минске.

## Награды
- Медаль «Золотая Звезда» Героя Советского Союза (28.04.1945);
- Два ордена Ленина (21.02.1945, 28.04.1945);
- Два ордена Красного Знамени (1.03.1943, 3.11.1944);
- Орден Кутузова 1-й степени (13.09.1944);
- Орден Суворова 2-й степени (19.03.1944);
- Медали.